# J Is for Jackson 5
J Is for Jackson 5 è una raccolta di canzoni del gruppo musicale statunitense The Jackson 5 pubblicata il 30 marzo 2010 per la linea "Universal Music Family" della Universal Motown Records raccogliendo canzoni ritenute adatte per i bambini. La compilation include anche quattro tracce in versione karaoke.

## Tracce
Testi e musiche di The Corporation.
1. I Want You Back – 2:58
2. Zip-A-Dee-Doo-Dah – 3:13
3. The Love You Save – 3:03
4. ABC – 2:57
5. 2-4-6-8 – 2:56
6. I'll Be There – 3:56
7. Little Bitty Pretty One – 2:50
8. E-Ne-Me-Ne-Mi-Ne-Moe (The Choice Is Yours to Pull) – 2:50
9. My Little Baby – 3:07
10. Corner of the Sky – 3:30
11. Dancing Machine – 2:37
12. Mama's Pearl – 3:10
13. I Want You Back (Karaoke) – 2:51
14. The Love You Save (Karaoke) – 3:04
15. I'll Be There (Karaoke) – 3:57
16. Mama's Pearl (Karaoke) – 3:10